# Borzas csajkavirág
A borzas csajkavirág (Oxytropis pilosa) a pillangósvirágúak családjába tartozó, sztyeppeken, sziklagyepeken előforduló eurázsiai növény.

## Megjelenése
A borzas csajkavirág 15–50 cm (ritkán 80 cm) magas, lágyszárú, évelő növény. Az egész növény: szára, levelei, virágai erősen szőrözött, bozontos. Felálló, erőteljes, sűrűn leveles szára többnyire tőből elágazó, sokszor pirosas színű. Összetett levelei páratlanul szárnyaltak, az egyes levélkék keskenyek, hosszúkásak, hegyes végűek. A levelek tövén két pálhalevél található.
Május közepétől júliusig virágzik. 1-1,5 cm-es halványsárga pillangós virágai tojásdad vagy megnyúlt, tömött füzérekbe csoportosulnak. A virág alsó csónakrésze szálkaszerű csúcsban végződik.
Termése 1,5 cm hosszú, bársonyosan szőrös hüvelytermés.
Kromoszómaszáma 2n=16.
Hasonlítanak hozzá egyes csüdfű-fajok, pl. a virágzó hólyagos csüdfű (Astragalus cicer); az ő virágcsónakjuk tompa végű.

## Elterjedése és termőhelye
Az eurázsiai sztyeppek növénye, innen terjedt Európába. Elterjedési területe nyugaton Franciaországtól Közép-Európán és Dél-Oroszországon keresztül egészen a Bajkálig, illetve Mongóliáig és Kína Hszincsiang tartományáig terjed. Magyarországon a Zemplénben, a Gödöllői-dombvidéken, a Visegrádi-hegységben, a Pilisben, a Budai-hegységben, a Gerecsében, a Bakonyban, a Villányi-hegységben, a Kisalföldön, Mezőföldön, a Pesti-síkon, a Turján-vidéken, a Duna–Tisza közén, a Hajdúságban, a Nyírségben és a Tiszántúlon találhatók állományai.
Sztyeppek, homokos sztyepprétek, sziklagyepek, pusztafüves lejtők, löszpuszták, irtásrétek növénye. Jól viseli a bolygatott gyepi környezetet. Sziklagyepekben akár 4300 m magasságig megtalálható.
Magyarországon védett, természetvédelmi értéke 50 000 Ft.

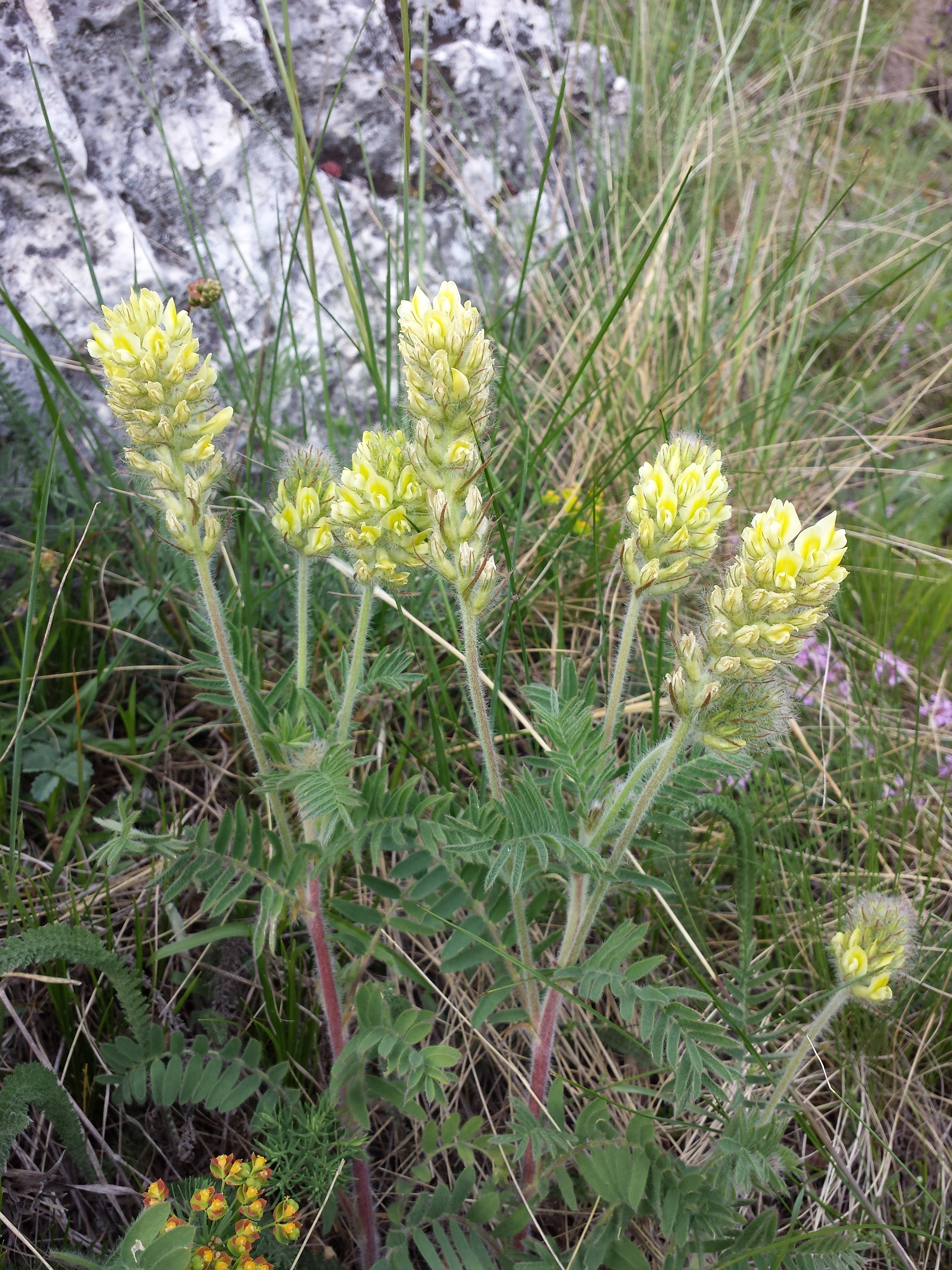
Virágzó csajkavirág
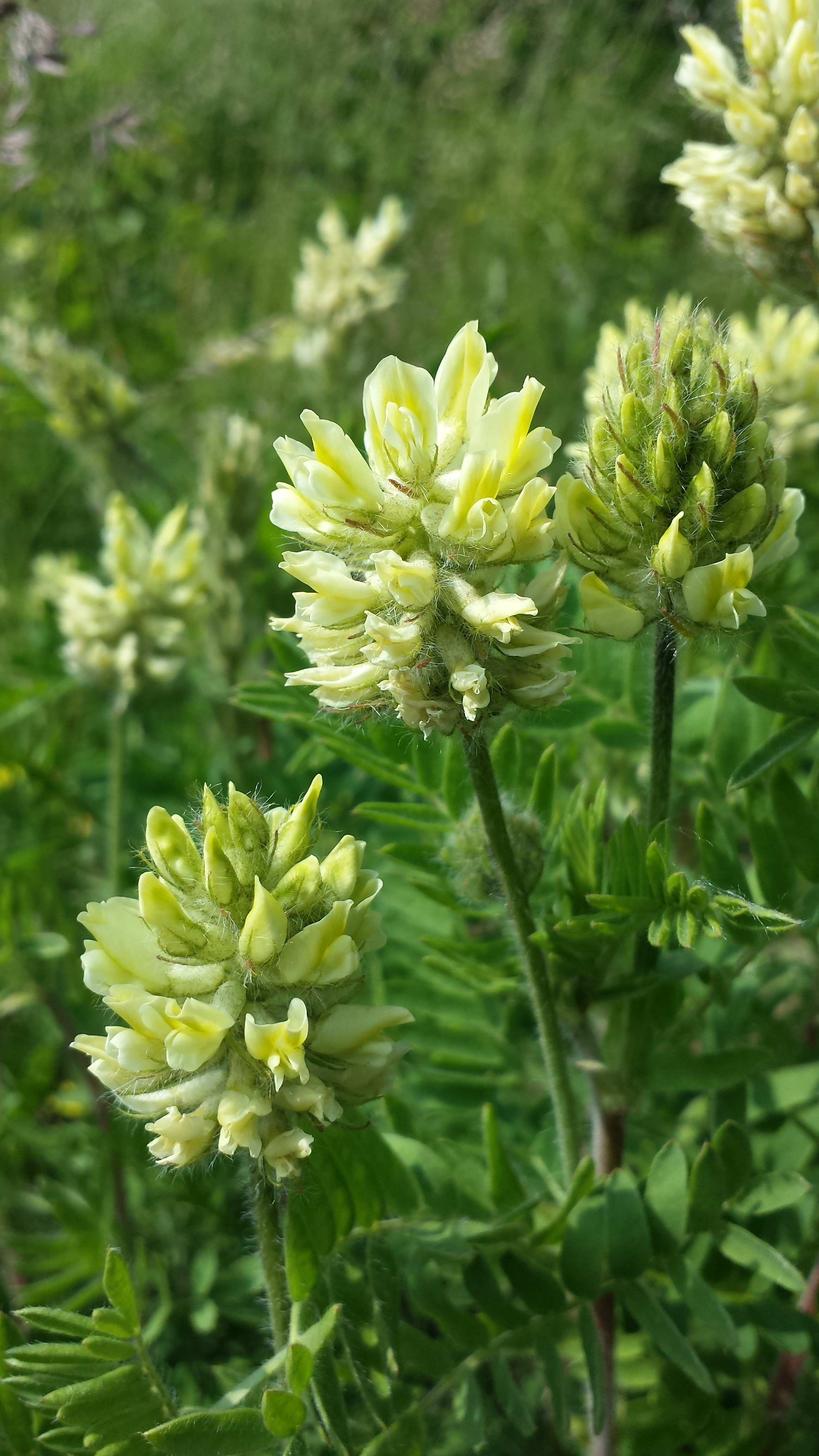
Virága
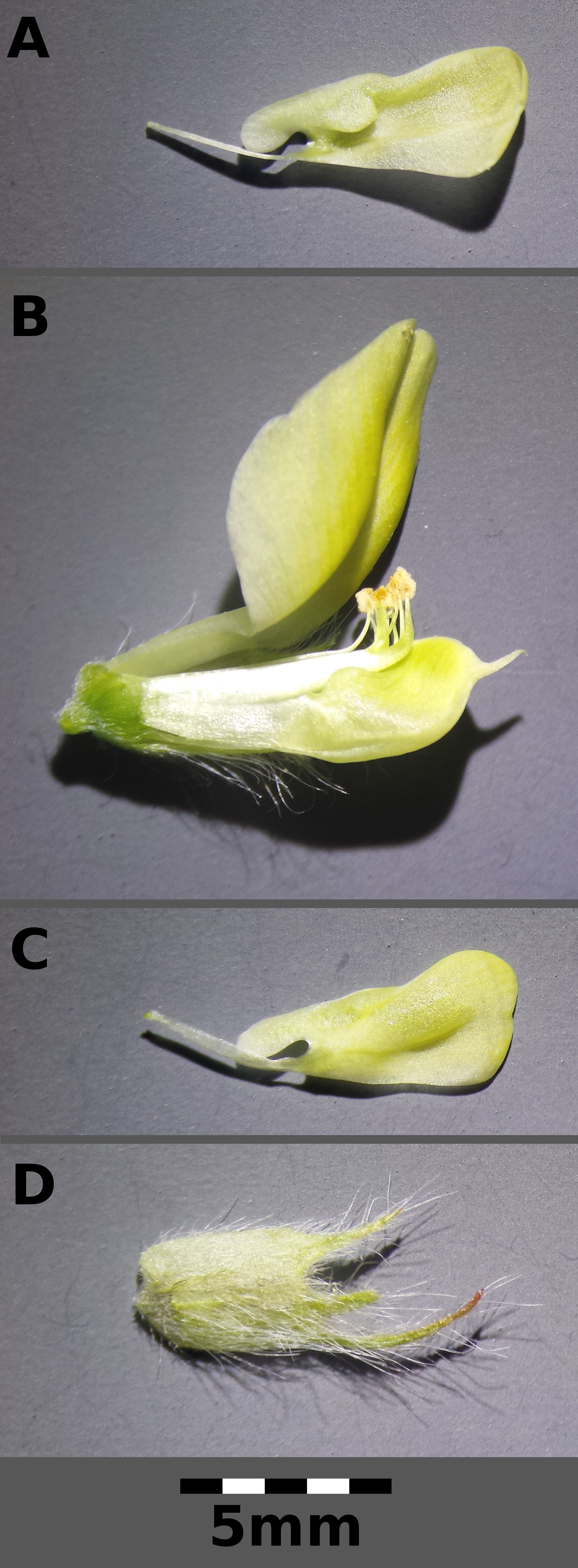
Virágszerkezete: A,C: evezők, B: csónak és vitorla, D: csésze
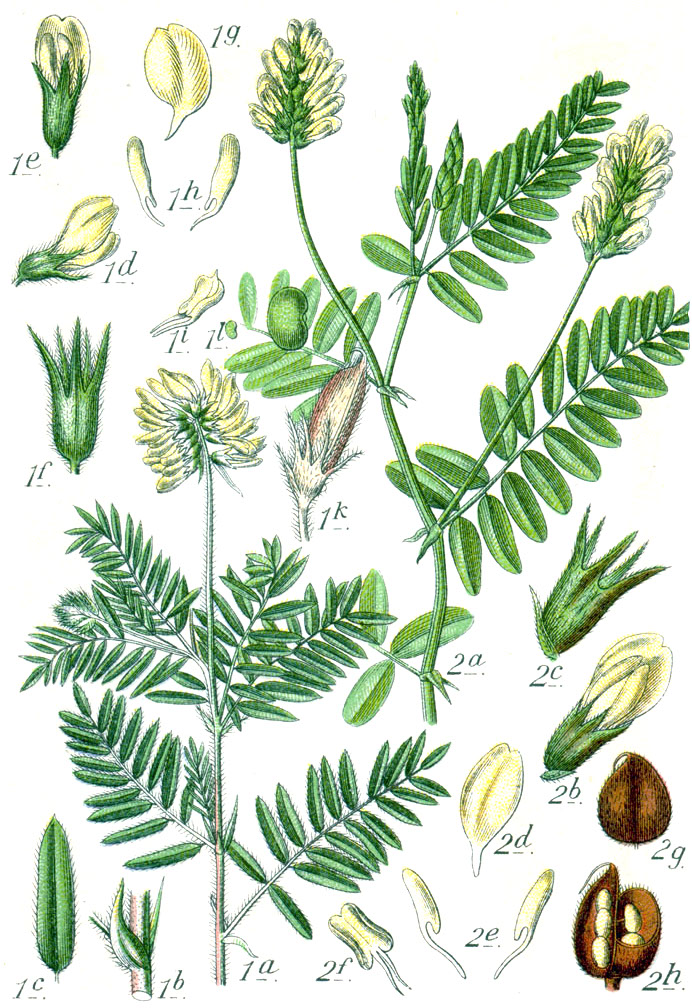
Borzas csajkavirág (1) és hólyagos csüdfű (2) 1796-os ábrázolása